# Edvīns Ķeņģis
Edvīns Ķeņģis est un joueur et un entraîneur d'échecs letton né le 12 avril 1959 à Cēsis. Grand maître international depuis 1991, il a remporté huit fois le championnat de Lettonie (en 1984, 1987, 1988, 1989, 1990, 1997, 2004 et 2005). 
Au 1er octobre 2018, il est le troisième joueur letton avec un classement Elo de 2 547 points.
Ķeņģis a gagné les championnats des pays baltes de  Pärnu 1985 et Haapsalu 1986. Dans les années 1990 et 2000, il remporta les tournois de :
- Vienne 1990 ;
- Bonn 1995 ;
- Berlin 1999 ;
- Pühajärve 2001[2] (championnat open d'Estonie).

## Compétitions par équipe
Kengis a représenté la Lettonie lors de six olympiades de 1992 à 1998 et en 2002 et 2004.
Il a participé au championnat du monde d'échecs par équipes de 1993 (il jouait au deuxième échiquier de la Lettonie et marqua 3,5 points sur 7). La Lettonie finit sixième de la compétition.